# Prunus oblonga
Prunus oblonga — вид квіткових рослин з родини трояндових (Rosaceae). Ареал охоплює такі країни: Перу.

## Середовище
Субпопуляції цього виду обмежені гірськими лісами з дуже коротким висотним діапазоном від 2400 до 2800 метрів над рівнем моря. Території, що часто зазнають впливу навмисних пожеж. Субпопуляції, яких немає в Національному парку Яначага Чеміллен, піддаються навмисним пожежам для розширення сільськогосподарських земель та розвитку тваринництва.